# Tiracola magusina
Tiracola magusina är en fjärilsart som beskrevs av Max Wilhelm Karl Draudt 1950. Tiracola magusina ingår i släktet Tiracola och familjen nattflyn. Inga underarter finns listade i Catalogue of Life.